# 1976-os Formula–1 amerikai nagydíj
A kelet-amerikai nagydíj volt az 1976-os Formula–1 világbajnokság tizenötödik futama.

## Futam
| Helyezés | #  | Versenyző          | Csapat/Motor       | Körök | Idő/Kiesés oka | Rajthely | Pontszám |
| -------- | -- | ------------------ | ------------------ | ----- | -------------- | -------- | -------- |
| 1        | 11 | James Hunt         | McLaren-Ford       | 59    | 1:42:40,742    | 1        | 9        |
| 2        | 3  | Jody Scheckter     | Tyrrell-Ford       | 59    | + 8,030        | 2        | 6        |
| 3        | 1  | Niki Lauda         | Ferrari            | 59    | + 1:02,324     | 5        | 4        |
| 4        | 12 | Jochen Mass        | McLaren-Ford       | 59    | + 1:02,458     | 17       | 3        |
| 5        | 34 | Hans-Joachim Stuck | March-Ford         | 59    | + 1:07,978     | 6        | 2        |
| 6        | 28 | John Watson        | Team Penske-Ford   | 59    | + 1:08,190     | 8        | 1        |
| 7        | 2  | Clay Regazzoni     | Ferrari            | 58    | + 1 kör        | 14       |          |
| 8        | 19 | Alan Jones         | Surtees-Ford       | 58    | + 1 kör        | 18       |          |
| 9        | 30 | Emerson Fittipaldi | Fittipaldi-Ford    | 57    | + 2 kör        | 15       |          |
| 10       | 17 | Jean-Pierre Jarier | Shadow-Ford        | 57    | + 2 kör        | 16       |          |
| 11       | 18 | Brett Lunger       | Surtees-Ford       | 57    | + 2 kör        | 24       |          |
| 12       | 25 | Alex Ribeiro       | Hesketh-Ford       | 57    | + 2 kör        | 22       |          |
| 13       | 24 | Harald Ertl        | Hesketh-Ford       | 54    | + 5 kör        | 21       |          |
| 14       | 21 | Warwick Brown      | Wolf-Williams-Ford | 54    | + 5 kör        | 23       |          |
| HN       | 38 | Henri Pescarolo    | Surtees-Ford       | 48    |                | 26       |          |
| Kiesett  | 16 | Tom Pryce          | Shadow-Ford        | 45    | Motorhiba      | 9        |          |
| Kiesett  | 9  | Vittorio Brambilla | March-Ford         | 34    | Gumi           | 12       |          |
| Kiesett  | 26 | Jacques Laffite    | Ligier-Matra       | 34    | Gumi           | 4        |          |
| Kiesett  | 8  | Carlos Pace        | Brabham-Alfa Romeo | 31    | Ütközés        | 10       |          |
| Kiesett  | 7  | Larry Perkins      | Brabham-Alfa Romeo | 30    | Felfüggesztés  | 13       |          |
| Kiesett  | 5  | Mario Andretti     | Lotus-Ford         | 23    | Felfüggesztés  | 11       |          |
| Kiesett  | 22 | Jacky Ickx         | Ensign-Ford        | 14    | Baleset        | 19       |          |
| Kiesett  | 6  | Gunnar Nilsson     | Lotus-Ford         | 13    | Motorhiba      | 20       |          |
| Kiesett  | 10 | Ronnie Peterson    | March-Ford         | 12    | Felfüggesztés  | 3        |          |
| Kiesett  | 20 | Arturo Merzario    | Wolf-Williams-Ford | 9     | Baleset        | 25       |          |
| Kiesett  | 4  | Patrick Depailler  | Tyrrell-Ford       | 7     | Üzemanyagcső   | 7        |          |
| NK       | 39 | Otto Stuppacher    | Tyrrell-Ford       |       |                | 0        |          |

## Statisztikák
Vezető helyen:
- Jody Scheckter: 41 (1-36 / 41-45)
- James Hunt: 18 (37-40 / 46-59)

James Hunt 7. győzelme, 8. pole-pozíciója, 5. leggyorsabb köre, 1. mesterhármasa (gy, pp, lk)
- McLaren 21. győzelme.

Henri Pescarolo utolsó versenye.